# Streitkräfte von Somaliland

Emblem der Streitkräfte Somalilands

Die Streitkräfte von Somaliland (somali: Ciidanka Qalabka Sida ee Soomaaliland) verfügen über etwa 43.000 Berufssoldaten, die, mit Ausnahme einiger Offiziere, einen monatlichen Sold von umgerechnet 100 US-Dollar erhalten. Das Budget für Sicherheit und Verteidigung Somalilands betrug laut Quellen etwa 116 Millionen US-Dollar, was etwa einen Drittel der gesamten Einnahmen der Region entspricht. Geführt wird das Militär aus dem Hauptquartier in Hargeisa. Die Soldaten Somalilands sind großteils schlecht ausgebildet. Einige Soldaten (vor allem Offiziere) wurden von Äthiopien trainiert.

## Stützpunkte
Neben dem Hauptquartier in Hargeisa unterhält Somaliland u. a. Stützpunkte in Burao, Shimibirale in Sanaag, Lowiya'adho an der Grenze zu Dschibuti und Lasanod im zwischen Puntland und Somaliland umstrittenen Sool.

## Ausrüstung
Aufgrund eines Embargos der UN sowie der fehlenden internationalen Anerkennung kann Somaliland offiziell keine Waffen erwerben. Daher ist Somaliland darauf angewiesen, die 1990 von Somalia übernommene Ausrüstung instand zu halten. Übernommen wurden u. a. Kampfpanzer, Transportpanzer, Raketenwerfer und LKWs. Inwiefern die Instandhaltung gelungen ist, ist nicht bekannt. Viele der übernommenen Fahrzeuge und Waffen sind wegen des Mangels an Ersatzteilen nicht mehr einsatzfähig. Armeeangehörige Somalilands deuteten an, Waffen von Äthiopien und Jemen erhalten zu haben. Diese Lieferungen sollen nachts am Hafen von Berbera anlanden und nach Sperrung für Zivilpersonen entladen werden. Weitere bekannte Quellen für Ausrüstungsgüter sind unter anderem Geschäftsleute aus Somaliland, die den Streitkräften einige LKWs spendeten und ein 2011 aufgrund Spritmangels in Hargeisa gelandetes Flugzeug, welches Ausrüstung für die puntländischen Streitkräfte geladen hatte. Die Soldaten des somaliländischen Militärs bringen ihre Waffen (zumindest größtenteils) bei der Verpflichtung selbst mit. Soldaten Somalilands wurden mit SKS Karabinern und verschiedenen Versionen des AK-47 gesehen.
Somaliland unterhält BM-21, BGM-71 TOW, BTR-50, T-34 und T-55. 3 bewaffnete Fahrzeuge wurden von der Khatuma-Miliz erbeutet, was vom Verteidigungsminister Somalilands bestätigt wurde. Dieser behauptete aber, die Fahrzeuge anschließend wieder unter Kontrolle gebracht zu haben.

## Marine
Die Marine von Somaliland wurde 2009 aufgrund der ansteigenden Piraterie am Horn von Afrika aufgestellt und von Großbritannien ausgerüstet. Im Januar 2012 hatte die Marine ein 300 Mann starkes Personal, welches eine achtmonatige Ausbildung absolviert hatte. Die Marine operiert mit bewaffneten Schnellbooten, Pickups und LKWs.
In Berbera befindet sich ein von Ausländern geführte Tauchbasis mit dem Hauptziel der Ausbildung von Marinesoldaten.
Die Marine konnte nach ihrer Aufstellung bereits Erfolge verbuchen. Es konnten hunderte Piraten festgenommen werden, die anschließend im Inland vor Gericht gestellt und zu Haftstrafen verurteilt wurden.